# 巴兰冈
巴兰冈（法語：Balinghem，法語發音：[balɛ̃ɡɑ̃]）是法国上法蘭西大區加来海峡省的一个市镇，属于圣奥梅尔区。

## 地理
巴兰冈（50°51'40"N, 1°56'31"E）面积5.79 平方千米，位于法国上法蘭西大區加来海峡省，该省份为法国北部沿海省份，西北濒北海，南至索姆省，东临北部省。
与巴兰冈接壤的市镇（或旧市镇、城区）包括：莱萨塔克、罗德兰冈、昂德尔、阿德尔、布雷姆、康帕涅莱吉讷。
巴兰冈的时区为UTC+01:00、UTC+02:00（夏令时）。

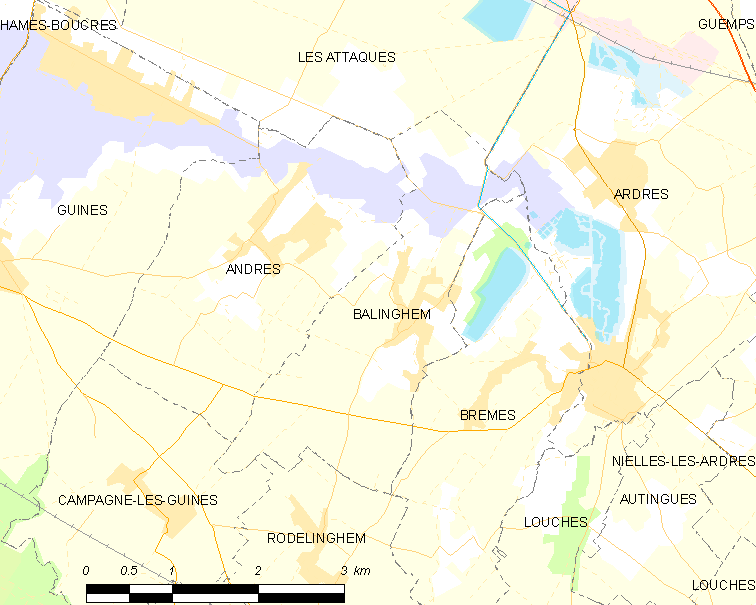
巴兰冈的OSM定位图

## 行政
巴兰冈的邮政编码为62610，INSEE市镇编码为62078。

## 政治
巴兰冈所属的省级选区为加来第二县。

## 人口

1962-2008年间巴兰冈人口变化图示

巴兰冈于2022年1月1日时的人口数量为1225人。